# باکاردی
باکاردی (به انگلیسی: Bacardi) یکی از بزرگ‌ترین شرکت‌های خصوصی تولیده‌کننده مشروبات الکلی در جهان است. مشروبات رام این شرکت مثل باکاردی سوپریور و باکاردی ۱۵۱ مشهور هستند. این شرکت سالی ۲۴۰ میلیون بطری مشروب در ۱۷۰ کشور جهان به فروش می‌رساند.